# Marie Goegg-Pouchoulin
Marie Goegg-Pouchoulin, née à Genève le 24 mai 1826 et morte dans la même ville le 24 mars 1899, est une militante féministe et abolitionniste, reconnue pour son engagement en faveur du pacifisme et du droit de vote des femmes en Suisse.
Son combat pour les droits des femmes l'a conduite notamment à lancer une pétition pour l'accès des femmes à l'éducation universitaire et à fonder l'Association internationale des femmes. Elle est également à l'origine du Journal des femmes, premier journal féministe suisse.

## Enfance et origines
Marie Pouchoulin naît le 24 mai 1826 à Genève dans une famille descendante de réfugiés huguenots français. Elle est la fille d'Adrienne Paudex et de Jean Pouchoulin, horloger de son état. Après une éducation élémentaire, elle commence à travailler dans l'atelier paternel à l'âge de 13 ans.
Marie Pouchoulin grandit dans un environnement marqué par les idées socialistes auxquelles son père est sensible. C'est toutefois au contact des révolutionnaires européens réfugiés en Suisse à la suite des événements qui se déroulent en Europe en 1848 que se forgent ses convictions relatives à l'égalité des hommes et des femmes. Son second mari, Amand Goegg, un révolutionnaire allemand, est issu de ces cercles marqués par l'exil et auxquels la famille Pouchoulin loue alors des chambres.

## Vie privée

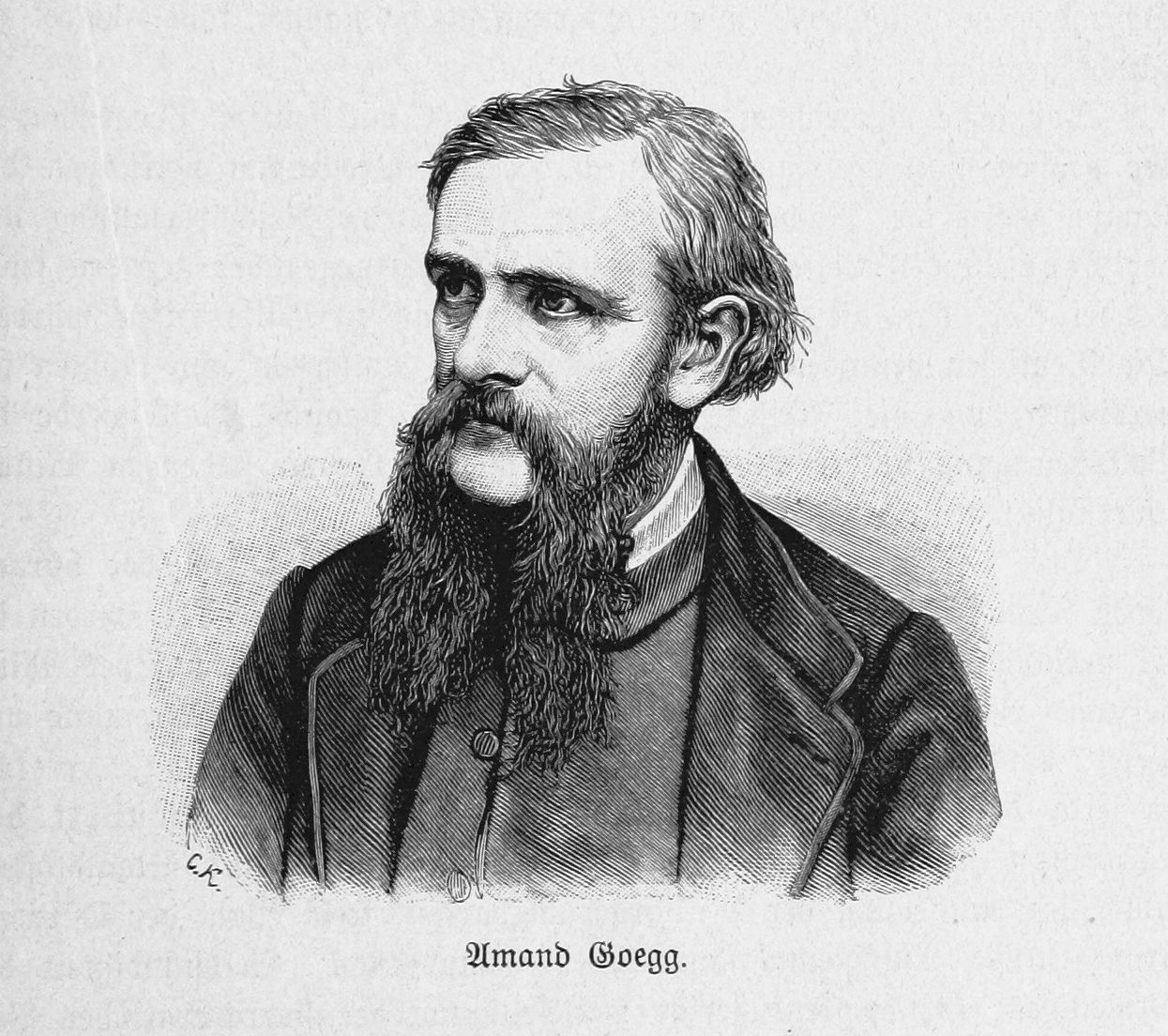
Amand Goegg (1820-1897).

À 19 ans, Marie Pouchoulin épouse Marc-Antoine Mercier, un commerçant. Ils ont un enfant, Henri, qui naît deux ans plus tard.
En 1849, la jeune femme tombe amoureuse du révolutionnaire badois Amand Goegg (de), réfugié à Zurich puis à Genève à la suite de l'échec de la République de Bade au sein de laquelle il a exercé les fonctions de vice-président de l'assemblée populaire et Ministre des finances du gouvernement provisoire. Fait inhabituel pour l'époque, Marie demande le divorce, une demande refusée par les autorités dans un premier temps. Son divorce est finalement prononcé en 1856. Elle épouse alors Amand Goegg qui adopte son premier fils. Ils ont deux fils ensemble : Egmont (né en 1854) et Gustave Alfred (né en 1857).
Ces années sont marquées par de nombreux déplacements, de Londres où le couple vit dans un premier temps, à Paris, Offenburg (Allemagne) et Bienne (Suisse), avec des retours réguliers à Genève, où ils fondent une entreprise de miroirs. Jamais le couple ne renonce à ses engagements, en faveur du droit des femmes et pour la paix pour Marie Goegg-Pouchoulin, pour celui des ouvriers pour Amand Goegg. En 1868, ce dernier compte au nombre des organisateurs de la grève genevoise des ouvriers du bâtiment.
Amand Goegg la quitte en 1874, non sans l'avoir au préalable dépouillée de sa fortune. Marie Goegg-Pouchoulin devra se débrouiller, seule, pour subvenir aux besoins de ses fils et assurer leur éducation. Amand Goegg meurt en 1897 dans sa ville natale de Renchen.

## Militantisme féministe
Marie Goegg-Pouchoulin fait ses premières armes de militante féministe au sein de la Ligue internationale pour la paix et la liberté, cofondée par son mari et dont elle soutient la création en 1867 et dont les congrès se tiennent en Suisse, souvent à Genève. Elle y exerce la fonction de représentante pour les questions féminines, Amand Goegg, son second mari, en est le vice-président. C'est au sein de ce forum qu'elle prononcera, en 1869, un discours en faveur de l'égalité entre hommes et femmes, discours qui conduira à intégrer ce principe dans le programme de la Ligue.
Ses convictions féministes s'expriment en 1868 au travers de la publication d'un appel à l'union des femmes dans la revue de la ligue, Les États-Unis d'Europe. Cette même année, elle crée l'Association internationale des femmes. Un an plus tard, en 1869, elle fonde la première revue féministe de Suisse, Le Journal des femmes. En 1875, elle devient présidente de Solidarité: Association pour la défense des droits de la femme, l'organisation qui a succédé à l'Association internationale des femmes, et le reste jusqu'à sa dissolution en 1880. Elle soutient également le combat de Josephine Butler en faveur des prostituées et rejoint ensuite la Fédération abolitionniste internationale: elle est élue au conseil d'administration en 1886.
Au nombre des combats menés - et gagnés - par Marie Goegg-Pouchoulin, figure l'accès des femmes à l'Académie de Genève, devenue depuis l'Université de Genève. En 1872, elle est en effet la première femme à faire usage du droit de pétition en Suisse. Soutenue par 30 femmes, sa pétition intitulée « Genevoises, mères de famille » réclame le droit pour les filles d'entrer à l'université et conduit le Grand Conseil du canton de Genève à voter une loi établissant l'égalité des conditions d'accès au cursus universitaire pour les deux sexes. Genève deviendra ainsi la seconde université de Suisse à s'ouvrir aux femmes après Zurich en 1868. Elle concentre également ses efforts sur l'abolition de la tutelle à laquelle était alors soumise les femmes célibataires ou veuves. Le canton de Vaud la supprime en 1874, Bâle en 1877. Celle-ci sera définitivement abolie au niveau fédéral en 1912.
En 1878, elle signe le Manifeste des Femmes contre la guerre écrit par Virginie Griess-Traut,.
Jusqu'au bout, Marie Goegg-Pouchoulin ne ménage pas ses efforts pour les droits des femmes. Elle reste ainsi secrétaire et caissière de la Ligue pendant 20 ans. Elle collabore aux États-Unis d'Europe jusqu'à l'âge de 70 ans. En 1894, à 68 ans, elle est élue vice-présidente de l'Union des femmes de Genève, créée par une nouvelle génération de féministes le 17 septembre 1891, une charge qu'elle assume durant quatre ans. En 1896, elle participe encore à l'organisation du premier (de) Congrès des intérêts féminins.

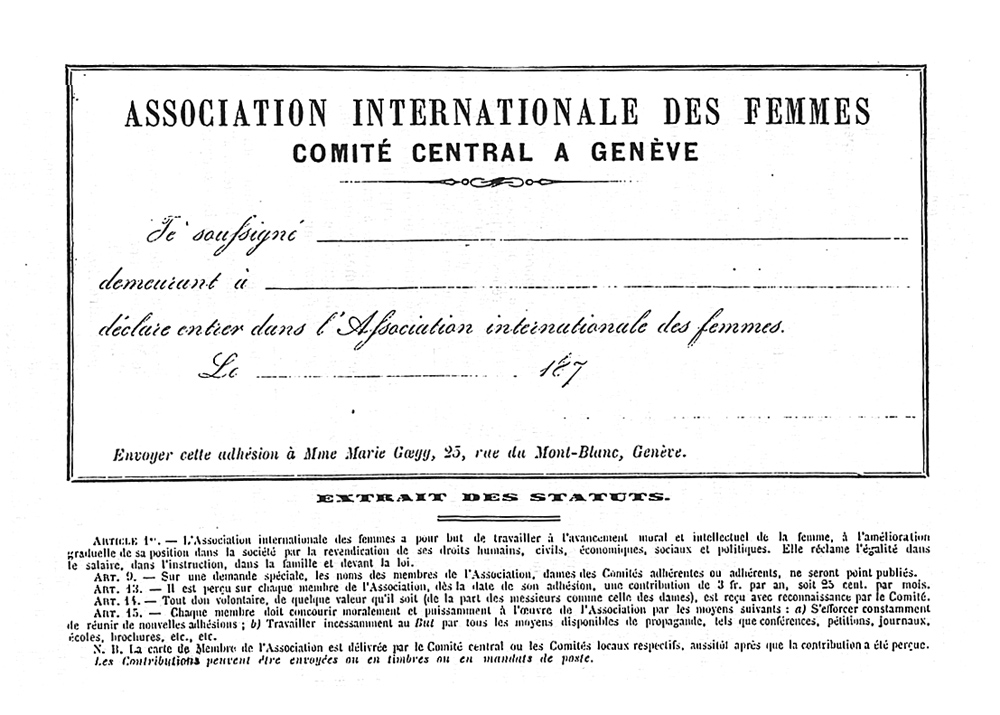
Statuts de l'Association internationale des femmes.

### L'Association internationale des femmes
Marie Goegg-Pouchoulin fonde une des premières organisations féminines internationales, l'Association internationale des femmes le 26 juillet 1868, au numéro 9 de la rue du Mont-Blanc à Genève. L'association, initialement conçue comme une section de la Ligue internationale pour la paix et la liberté, a pour objectif premier de "travailler à l'avancement moral et intellectuel de la femme, à l'amélioration graduelle de sa position dans la société par la revendication de ses droits humains, civils, économiques, sociaux et politiques." Dans son discours inaugural, Marie Goegg-Pouchoulin détaille ces ambitions : l'égalité des droits entre les hommes et les femmes dans l'instruction, la liberté de travail pour les femmes et l'égalité dans le salaire, l'égalité des droits civils et économiques (et en particulier l'égalité des droits dans le mariage qui alors soumettait la femme à son mari), et l'égalité des droits politiques et donc le suffrage universel.
Les activités de l'association sont perturbées par la guerre franco-prussienne de 1870, mais elle ne disparaîtra officiellement que deux ans plus tard. Marie Goegg lance un appel aux femmes françaises et prussiennes pour arrêter l'engrenage du conflit, en vain. L'association ne réussit pas à construire une base solide d'adhérents, dont le nombre reste limité, en raison probablement de ses objectifs trop novateurs pour l'époque. Des dissensions internes autour de la direction de Marie Goegg-Pouchoulin aboutissent finalement à une réorganisation de l'association et à un changement de nom, à la suite du débat suscité par l'adjectif "internationale" susceptible d'être associé à la Commune de 1871 et à l'Internationale communiste. En 1872, elle est ainsi remplacée par Solidarité: Association pour la défense des droits de la femme , une association au sein de laquelle Marie Goegg-Pouchoulin côtoie sa compagne de route de l'Association internationale des femmes Julie von May von Rued, ainsi qu'une quinzaine de féministes européennes telles que la Française Caroline de Barrau, la Britannique Josephine Butler, l'Italienne Christine Lazzati et les Allemandes Rosalie Schönwasser, Marianne Menzzer (en) et Julie Kühne. Elle en assure la présidence de 1875 à 1880.

### Accès des femmes à l'Université de Genève
En 1872, le Grand Conseil (Parlement) genevois vote une loi qui établit l'égalité des conditions d'accès à l'Université de Genève pour les deux sexes. Cette loi fait suite à la pétition lancée par Marie Goegg-Pouchoulin et soutenue par 30 femmes, "Genevoises, mères de familles", dans la foulée du débat suscité, entre 1870 et 1872, par la réforme de l'instruction publique. Genève est le second canton à ouvrir son université aux femmes, après Zurich en 1868 qui fait alors office de pionnière en la matière aux côtés de Paris (Sorbonne). Bien qu'il s'agisse là d'une étape marquante dans l'accès des femmes aux études supérieures, ce dernier demeurera difficile encore plusieurs décennies.
À l'époque, l'entrée à l'université n'est en effet possible que pour les personnes qui suivent un enseignement donnant droit à une maturité fédérale (l'équivalent du baccalauréat en France) et qui inclut le latin. Or, celle-ci s'obtient à l'issue du cursus dispensé au Collège Calvin, dont les cours sont alors réservés aux garçons. Pour les Genevoises, la maturité n'est dès lors accessible que par le biais de cours privés, accessibles seulement à une élite. Ce n'est qu'à partir de 1900 que les jeunes filles verront leur cursus modifié afin de l'adapter aux conditions d'entrée à l'université, avant d'être admises sur les bancs du Collège, aux côtés de leurs homologues masculins, dès 1909. Il faudra toutefois attendre encore vingt-deux ans pour que l'École secondaire et supérieure de jeunes filles crée une filière gymnasiale ouvrant à ses élèves les portes de l'université,.

## Décès
Marie Goegg-Pouchoulin meurt à Genève le 24 mars 1899, à l'âge de 73 ans, convaincue que l'égalité des droits entre hommes et femmes (égalité devant la loi, égalité dans l'éducation, au sein de la famille et du monde du travail) est à portée de mains. Les Suissesses devront toutefois attendre jusqu'en 1971 pour se voir octroyer le droit de vote. Elles seront ainsi les dernières en Europe à accéder au suffrage universel.

« Je suis convaincue que nous sortirons un jour victorieuses de notre lutte qui n'a d'autre but que d'assurer partout le règne de la justice, la liberté, l'instruction et le bonheur pour tout ce qui est un être humain. »

— Marie Goegg-Pouchoulin

## Postérité
Alors que ses idées ont parfois été jugées extrêmes pour l'époque, à la fin de sa vie, Marie Goegg-Pouchoulin sera « dépassée » par la nouvelle génération de féministes. Sa contribution à l'égalité des droits entre hommes et femmes reste toutefois incontestée. Elle fait aujourd'hui encore figure de pionnière du droits des femmes en Suisse et est considérée comme la première féministe égalitaire de Suisse, dont les idées ont eu un écho bien au-delà des frontières helvétiques. Giuseppe Garibaldi écrit, le 7 avril 1868, à Amand Goegg pour lui demander de féliciter son épouse pour
« la noble initiative de lancer le beau sexe dans les rangs des émancipateurs de la raison humaine, suffoquée par la tyrannie et par les prêtres ».
Le secteur petite enfance Marie Goegg-Pouchoulin est inauguré en septembre 2021 au cœur du nouvel écoquartier Jonction, à Genève.